# Bug Fables: The Everlasting Sapling
Bug Fables: The Everlasting Sapling, também conhecido pelo título em português Bug Fables: O Broto da Eternidade, é um jogo eletrônico de RPG desenvolvido pela Moonsprout Games e publicado pela Dangen Entertainment em 2019. Inspirado na arte e na jogabilidade dos dois primeiros jogos de Paper Mario, o enredo do jogo gira em torno de três insetos (Vi, Kabbu e Leif) que procuram a terra mítica de Bugaria em busca do Broto da Eternidade, um item capaz de proporcionar vida eterna. Ao longo do caminho, eles encontram equipes rivais, traumas do passado e outros obstáculos na busca do broto.

## Jogabilidade
A jogabilidade de Bug Fables é fortemente inspirada na de Paper Mario (2000) e seu sucessor, The Thousand-Year Door (2004). Há três personagens jogáveis: Vi, a abelha, que pode usar seu bumerangue para ataques múltiplos; Kabbu, o besouro, que usa seu chifre para ataques únicos; e Leif, a mariposa, que usa magia de gelo para congelar os inimigos. Ao explorar o mundo, esses personagens podem usar suas habilidades únicas para atravessar o ambiente, resolver quebra-cabeças e encontrar segredos, com mais habilidades sendo desbloqueadas à medida que o jogo avança. Os inimigos são visíveis no mundo e podem ser enfrentados ou evitados. O combate é jogado em um formato baseado em turnos que usa minijogos semelhantes aos de Paper Mario, já que o jogador deve pressionar cronometrado o botão para maximizar a eficácia de seus movimentos ou para receber menos dano dos ataques inimigos. O grupo também compartilha Pontos de Trabalho em Equipe (TP), que são usados para ataques especiais, bem como Pontos de Medalha (MP), que são usados para medalhas equipáveis que podem melhorar certos atributos, conceder resistência a debuffs de status ou desbloquear movimentos especiais. Ao vencer uma batalha, o grupo recebe Pontos de Exploração (EXP); ganhar EXP suficiente aumentará a classificação de explorador do grupo, onde o jogador pode escolher aumentar seu HP em 1 por membro, ou TP, ou MP em 3. Em certas classificações, o grupo aprenderá novos movimentos, ganhará aumentos em suas estatísticas, ou espaço no inventário.

## Desenvolvimento e lançamento
Bug Fables foi desenvolvido pela Moonsprout Games, sediada no Panamá, composta pelo escritor e programador panamenho Jose Fernando Gracia e pelo programador brasileiro Marcio Cleiton Jr. Os dois se conheceram inicialmente em um fórum do Pokémon Nuzlocke. O jogo começou a ser desenvolvido em 2015 e recebeu o título provisório de Paper Bugs até que seu nome definitivo foi revelado em janeiro de 2018, juntamente com uma campanha no Indiegogo. Também foi lançada uma demo jogável. A jogabilidade e a estética de Bug Fables foram inspiradas nos dois primeiros jogos de Paper Mario, pois os desenvolvedores achavam que os jogos posteriores se afastaram muito da fórmula desses jogos. Outros jogos de RPG que influenciaram Bug Fables incluem Persona 5, Tales of Zestiria, Golden Sun e Xenoblade Chronicles. O jogo foi desenvolvido usando Unity.
O jogo foi lançado em 21 de novembro de 2019 para Microsoft Windows, em 28 de maio de 2020 para Nintendo Switch, PlayStation 4 e Xbox One, e em 1 de julho de 2021 para Amazon Luna.

## Recepção
As versões de Bug Fables para Microsoft Windows, Nintendo Switch e PlayStation 4 receberam críticas "geralmente favoráveis" dos críticos, de acordo com o agregador de críticas Metacritic. Os elogios foram direcionados ao design dos níveis, combate e roteiro do jogo, que foram comparados positivamente aos primeiros jogos Paper Mario. Outro destaque do jogo, de acordo com os críticos, é o estilo artístico, que foi considerado "agradável e simples". No entanto, alguns críticos acharam que ele falhou nas seções de plataforma. Além disso, certos quebra-cabeças foram citados como bastante difíceis de resolver devido ao estilo artístico "raso", principalmente com o bumerangue de Vi.